# Lisa Regazzoni
Lisa Regazzoni (* 1973 in Bergamo) ist eine italienisch-deutsche Historikerin und Philosophin. Seit 2020 ist sie Professorin für Geschichtstheorie an der Universität Bielefeld.

## Leben
Lisa Regazzoni studierte von 1992 bis 1998 Philosophie und Geschichte an der Universität Bologna und an der Universität Heidelberg. Abschlussarbeit (Magister Artium) über die geschichtsphilosophischen Motive in G. W. F. Hegels Jugendschriften. Im Jahr 2006 wurde sie mit einer von Christoph Menke betreuten Dissertation an der Universität Potsdam promoviert. Diese Studie ist 2008 unter dem Titel: Selektion und Katalog. Zur narrativen Konstruktion der Vergangenheit bei Homer, Dante und Primo Levi im Verlag Wilhelm Fink erschienen. Von 2007 bis 2013 war Regazzoni als wissenschaftliche Koordinatorin des Internationalen Graduiertenkollegs 1067 „Politische Kommunikation“ am Historischen Seminar der Goethe-Universität Frankfurt am Main tätig; von 2013 bis 2014 erhielt sie ein Forschungsstipendium der Gerda Henkel Stiftung; von 2014 bis 2018 war sie wissenschaftliche Mitarbeiterin im Bereich Neuere Geschichte bei Andreas Fahrmeir mit einer selbst eingeworbenen „Eigenen Stelle“ der Deutschen Forschungsgemeinschaft.
Ab 2010 engagierte sie sich intensiv für die Erforschung und Erschließung der universitären Sammlungen an der Goethe-Universität. Zusammen mit Judith Blume und Vera Hierholzer entwickelte sie im Rahmen von Forschungs- und Lehrprojekten die Online-Plattform Sammlungen an der Goethe-Universität, die über 40 universitäre Objektbestände erstmals umfassend digital zugänglich machte. Sie arbeitete an der Realisierung der Jubiläumsausstellung Ich sehe wunderbare Dinge. 100 Jahre Sammlungen der Goethe-Universität mit, die 2014 im Museum Giersch der Goethe-Universität zu sehen war.
Ihre Habilitation in Neuerer Geschichte erlangte sie im Januar 2020 an der Goethe-Universität mit einer Arbeit über die Epistemologie der gallischen Vergangenheit und deren materielle wie immaterielle Überreste im Frankreich vom späten 17. bis ins frühe 19. Jahrhundert.
Regazzonis akademische Laufbahn führte sie darüber hinaus an mehrere internationalen Institutionen. Sie war 2013 Senior Fellow am Centre Alexandre Koyré in Paris; 2014 und 2015 war sie Fellow am Deutschen Historischen Institut Paris (DHIP). 2019 erhielt sie ein Postdoc-Stipendium am German Historical Institute London (GHIL) und hatte zudem eine befristete Assistenzstelle an der Ludwig-Maximilians-Universität München inne. Im selben Jahr war sie Mitglied am Institute for Advanced Study in Princeton. 2022 folgte ein Visiting Fellowship am Bard Graduate Center in New York.
Seit 2020 ist Regazzoni Professorin für Allgemeine Geschichte unter besonderer Berücksichtigung der Geschichtstheorie an der Universität Bielefeld und leitet das Zentrum für Theorien in der Historischen Forschung, dessen Publikationsreihe Bielefeld Theory Talks (BiUP) sie mitherausgibt. Regazzoni betreibt zudem den Blog Geschichtstheorie am Werk, der sich als international anerkanntes Forum für die Reflexion und Weiterentwicklung historischer Theorien etabliert hat.

## Forschungsschwerpunkte
Ein zentraler Leitgedanke in Lisa Regazzonis Forschung ist die Frage, wie Menschen mit der Unwiederbringlichkeit der Vergangenheit umgehen und welche Strategien sie entwickelt haben, um diesen Verlust zu bewältigen und sich damit zurechtzufinden.
Ihr erstes Buch Selektion und Katalog. Zur narrativen Konstruktion der Vergangenheit bei Homer, Dante und Primo Levi (2008) analysiert die ethischen und epistemologischen Herausforderungen, die mit der literarischen Gedächtnisarbeit der Selektion und Tradierung von Vergangenem verbunden sind.
In Schriftlose Vergangenheiten (2019) skizziert sie die methodischen und epistemischen Herausforderungen, die entstehen, wenn sich die Geschichtswissenschaft über schriftliche Überlieferungen hinaus auf andere mediale Zeugnisse stützt und stützen muss. In Geschichtsdinge (2020) vertieft Regazzoni ihre Untersuchungen zur Entstehung von epistemischen Objekten, indem sie die Art und Weise analysiert, wie vom 17. bis ins 19. Jahrhundert materielle und immaterielle Objekte zur Konstruktion der gallischen Vergangenheit aufbereitet wurden. Ihre Arbeit bietet den ersten systematischen Ansatz zur Entwicklung einer Denkmalepisteme und leistet somit einen wichtigen Beitrag zur Epistemologie der Geschichtswissenschaft. In ihren letzten Arbeiten widmet sich Regazzoni intensiv der Wechselbeziehung zwischen Geschichte, Zeitlichkeit und Materialität.
Diese Forschungsperspektive erweitert ihre langjährige Beschäftigung mit dem frühneuzeitlichen Antiquarianismus und den wissenschaftlichen Sammlungen als Wissensproduktionsstätten. Theoretische Reflexionen, die im Kontext ihrer Theory-Oriented Object Collection und der Figurensammlung Reinhart Koselleck entstanden sind, hat sie unter anderem im Buch Im Zwischenraum der Dinge (2023) und im Aufsatz The Uncertain Stuff of History (2024) publiziert.

## Schriften (Auswahl)
- Mit Barnaba Maj (Hrsg.): Unità di senso della storia nell’orizzonte contemporaneo, monographisches Heft der Zeitschrift: Discipline Filosofiche 1 (2000). ISBN 978-88-86570-72-5
- (Hrsg.): Per un’estetica della memoria, monographisches Heft der Zeitschrift: Discipline Filosofiche 2 (2003). ISBN 978-88-7462-077-7
- Selektion und Katalog. Zur narrativen Konstruktion der Vergangenheit bei Homer, Dante und Primo Levi, München 2008. (italienisch Selezione e catalogo. La costruzione narrativa del passato in Omero, Dante e Primo Levi übersetzt v. Loretta Monti, Bologna 2010). ISBN 978-3-7705-4728-9
- Mit Christina Antenhofer und Astrid von Schlachta (Hrsg.): Werkstatt Politische Kommunikation. Netzwerke, Orte und Sprachen des Politischen, Göttingen 2010. ISBN 978-3-89971-777-8
- Mit Charlotte Trümpler, Judith Blume und Vera Hierholzer (Hrsg.): „Ich sehe wunderbare Dinge“. 100 Jahre Sammlungen der Goethe-Universität. Katalog der Jubiläumsausstellung der Johann Wolfgang Goethe-Universität, München 2014. ISBN 978-3-7757-3844-6
- (Hrsg.): Schriftlose Vergangenheiten. Die Geschichtsschreibung an ihrer Grenze von der Frühen Neuzeit bis in unsere Gegenwart, Berlin/Boston 2019. ISBN 978-3-11-055220-1
- (Hrsg.): Geschichtsdinge. Gallische Vergangenheit und französische Geschichtsforschung im 18. und frühen 19. Jahrhundert, Berlin/Boston 2020 (Cultures and Practices of Knowledge in History 5). (englisch The Episteme of the Gallic Past. French Historical Research in the Eighteenth and Early Nineteenth Century, übersetzt v. John N. Dillon, London/New York 2024 (Early Modern History 1500-1750). ISBN 978-1-032-40878-1
- (Hrsg.): Im Zwischenraum der Dinge. Eine Annäherung an die Figurensammlung Reinhart Kosellecks, Bielefeld 2023. ISBN 978-3-8394-6646-9
- Mit Helge Jordheim und Chiel van Akker (Hrsg.): Special Issue: Reinhart Koselleck in the Anglophone World, in: Journal of Philosophy of History, 17/3 (2023). ISBN 978-3-8394-6646-9